# Pirata allapahae
Pirata allapahae este o specie de păianjeni din genul Pirata, familia Lycosidae, descrisă de Gertsch, 1940. Conform Catalogue of Life specia Pirata allapahae nu are subspecii cunoscute.